# 川村龍一のゆ〜ゆ〜ラジオ
川村龍一のゆ〜ゆ〜ラジオ（かわむらりゅういちのゆーゆーラジオ）は、2009年（平成21年）1月4日から2011年（平成23年）3月27日まで、MBSラジオで放送されていたトーク番組である。

## 概要
- 雑誌編集者からラジオパーソナリティーに転身した後に、MBSラジオなどのラジオ局で30年以上にわたって多くの番組に出演してきた川村龍一が、『真夜中のドン』の終了（2005年4月3日）以来3年9ヶ月振りに同局でレギュラーパーソナリティを務めた番組。川村が2006年4月から大阪芸術大学短期大学部広報学科（後のメディア・芸術学科）で学科長と教授を兼務していた関係で、大阪芸術大学の一社提供番組として放送された。ちなみに、オープニングテーマには、『おはよう川村龍一です』（川村が長らくパーソナリティを務めていた平日早朝の生ワイド番組）に続いて「フロム・ミー・トゥ・ユー」（ビートルズ）を採用している。
- 2009年（平成21年）1月4日から2010年3月28日までは、毎週日曜日の6:30 - 7:00に放送。6:30という開始時間は『おはよう川村龍一です』と同じであった。
- 2010年4月5日からは、放送開始時間を6:15に繰り上げるとともに、放送枠を45分に拡大した。当番組の前枠で放送されていた『メイコのいきいきモーニング』（TBSラジオ制作）の終了によるもので、当番組の後枠（7:00 - 7:30）では、豊島美雪（『おはよう川村龍一です』のアシスタント）がパーソナリティを務める『ごきげんサンデー・ミュージック』の放送を開始している。ただし放送上、川村と豊島が直接やり取りするシーンは流れなかった。
- 当番組での川村は、自身の個性とラジオならではの特性を生かしたラジオコラム風のトークを、ワンマンDJ形式で展開。『おはよう川村龍一です』時代に関する話題を取り上げたり、洋楽やフォークソングに限らず、川村が特に感銘を受けた歌謡曲を流したりすることも多かった。
- 2011年3月13日の放送では、東日本大震災の発生を受けて、急遽生放送を行った。
- 2011年3月27日で放送を終了。2012年5月25日に69歳で急逝した川村にとっては、テレビ・ラジオを含めて、生前最後のレギュラー番組になった。